# Katee Sackhoff
Kathryn Ann Sackhoff (* 8. dubna 1980, Portland, USA) je americká herečka, známější pod uměleckým jménem Katee Sackhoff.

## Život
Vyrůstala ve městě St. Helens, matka byla programová koordinátorka, otec cestovatel. Studovala na škole Sunset High School a zajímala se o plavání a balet, dokud si neporanila koleno. To jí navedlo k tomu zajímat se o jógu. Na svém těle má tři tetování.

## Kariéra
Katee dostala roli ve filmu Halloween: Zmrtvýchvstání či v seriálech The Education of Max Bickford nebo Pohotovost. V USA je ale známá především díky filmům How I Married My High School Crush a Battlestar Galactica: Břitva, kde ztvárnila hlavní roli. Její hlas mohou anglicky mluvící fanoušci slyšet i v počítačové hře Halo 3.

## Filmografie
- 2002 - Halloween: Zmrtvýchvstání
- 2007 - Hlas smrti 2,

```
Battlestar Galactica: Břitva
```

- 2013 -Riddic : Dall
- 2017 - 2018 - The Flash (řada 4; epizody: 5., 9., 12., 13.)

## Ocenění
Katee je držitelkou ceny Saturn Awards za nejlepší herečku v televizní tvorbě.